# 소년, 소녀를 다시 만나다
《소년, 소녀를 다시 만나다》는 MBC에서 2013년 10월 17일에 방영한 드라마 페스티벌 시즌 1의 세 번째 작품이다.

## 등장 인물

### 주요 인물
- 김태훈 : 형구 역
- 최정윤 : 신나 역
- 노태엽 : 조셉 역
- 이열음 : 하경 역
- 김한 : 병오 역